# Krijn Van Koolwijk
Krijn Van Koolwijk (Herk-de-Stad, 30 augustus 1981) is een Belgische atleet, die gespecialiseerd is in de 3000 m steeple. In deze discipline werd hij viermaal Belgisch kampioen en nam hij deel aan grote internationale wedstrijden. Ook vertegenwoordigde hij België verschillende keren op een EK of WK veldlopen.

## Loopbaan
In 2000 werd Van Koolwijk Belgisch jeugdkampioen op de steeplechase. De twee jaren hierna won hij de nationale titel bij de neo-senioren. In 2003 boekte hij zijn eerste succes bij de senioren door Belgisch kampioen te worden op de 3000 m steeple bij de Belgische kampioenschappen. Hij nam deel aan de wereldkampioenschappen van 2005 in Helsinki, de WK van 2007 in Osaka en die van 2009 in Berlijn, maar reikte bij deze gelegenheden niet verder dan de series.
Zijn beste internationale prestatie behaalde Van Koolwijk in 2006 bij de Europacup wedstrijden van Praag. Met een tijd van 8.43,56 won hij een bronzen medaille.
Van Koolwijk was van 1 november 2002 tot 31 oktober 2009 beroepsatleet bij Atletiek Vlaanderen. Hij is sinds november 2008 aangesloten bij DC Leuven en was daarvoor lid van Looise Atletiekvereniging.

## Belgische kampioenschappen
| Onderdeel      | Jaar                               |
| -------------- | ---------------------------------- |
| 3000 m steeple | 2003, 2011, 2012, 2013, 2014, 2016 |

## Persoonlijke records
Outdoor
| Onderdeel      | Prestatie | Datum        | Plaats         |
| -------------- | --------- | ------------ | -------------- |
| 2000 m steeple | 5.28,58   | 13 mei 2005  | Doha           |
| 3000 m steeple | 8.17,11   | 23 juli 2005 | Heusden-Zolder |

Indoor
| Onderdeel | Prestatie | Datum            | Plaats |
| --------- | --------- | ---------------- | ------ |
| 3000 m    | 8.02,10   | 24 februari 2008 | Gent   |

## Palmares

### 3000 m steeple
- 2003:  BK AC - 8.47,26
- 2003: 11e in series EK U23 - 8.59,10
- 2005:  Europacup B in Leira - 8.34,67
- 2005: 7e in series WK - 8.28,92
- 2006:  Europacup A in Praag - 8.43,56
- 2007: 9e in series WK - 8.29,18
- 2009: 8e in series WK - 8.24,22
- 2010: 7e in series EK - 8.33,00
- 2011:  BK AC - 8.51,74
- 2012:  BK AC - 8.48,90
- 2013:  BK AC – 9.05,21
- 2014:  BK AC - 8.57,08
- 2016:  BK AC - 9.00,37

### 5000 m
- 2003: 9e EK U23 - 14.19,85

### 15 km
- 2015: 27e Zevenheuvelenloop - 48.58

### veldlopen
- 2000: 53e EK voor junioren in Malmö
- 2000: 73e WK voor junioren in Vilamoura - 25.59
- 2004: 40e EK in Heringsdorf
- 2004: 85e WK lange afstand in Brussel - 39.33
- 2005: 58e EK in Tilburg
- 2007: 21e EK in Toro
- 2009: 39e EK in Dublin